# Melanie Schnell (Chemikerin)
Melanie Schnell (* 1978 in Uelzen, auch Melanie Schnell-Küpper) ist eine deutsche Physikochemikerin.
Melanie Schnell studierte ab 1997 Chemie an der Leibniz-Universität Hannover und der Universität Bonn. 2002 erhielt sie ihr Diplom und 2004 wurde sie in Hannover in Physikalischer Chemie promoviert (Interne Dynamik und Wechselwirkungen mit externen Feldern: rotationsspektroskopische und gruppentheoretische Untersuchungen). Als Post-Doktorandin war sie am National Institute of Standards and Technology in Gaithersburg (Maryland) und 2005 am Fritz-Haber-Institut in Berlin, an dem sie auch 2006 bis 2010 Gruppenleiterin war. 2014 habilitierte sie sich in Hannover (Struktur, Dynamik und Chiralität polarer Moleküle) und war dort danach bis 2017 Privatdozentin. Außerdem war sie 2010 bis 2017 Leiterin der Max-Planck-Forschungsgruppe Struktur und Dynamik kalter und kontrollierter Moleküle, ab 2013 am Max-Planck-Institut für Struktur und Dynamik der Materie in Hamburg. Seit 2017 ist sie Professorin an der Christian-Albrechts-Universität zu Kiel und leitende Wissenschaftlerin bei DESY in der Forschungsgruppe Spektroskopie molekularer Prozesse.
Sie entwickelte neue Methoden in der Spektroskopie von Rotationsbanden, insbesondere Breitband-Rotationsspektroskopie mit gechirpten Mikrowellenpulsen. Damit untersucht sie die Bindungen von Molekülen und Molekülkomplexen und wie sich Veränderungen der Moleküle auf die Bindung auswirken. Die neuen spektroskopischen Methoden lassen auch die Unterscheidung von Enantiomeren zu und die Trennung dieser chiral unterschiedlicher Moleküle. Außerdem befasst sie sich mit Reaktionen bei sehr niedrigen Temperaturen im Hochvakuum bei extremer Strahlung, wie sie in der Astrophysik und Astrochemie wichtig sind. Dazu bedient sie sich des Freie-Elektronen-Lasers Flash am Desy. Sie leitet dazu das Projekt ASTROROT  (Unraveling interstellar chemistry with broadband microwave spectroscopy and next-generation telescope arrays).
Unter anderem zeigte sie damit, wie Moleküle wie Kronenether und Biphenyle ihre Struktur in Wechselwirkung mit Wasser ändern, wobei die Hydration schrittweise in der Gasphase erfolgt. So ändert sich die Form der Krone beim Kronenether und damit ihre Fähigkeit bestimmte Kationen darin zu binden. Ebenso bildet sich zwischen den beiden Benzolringen der Biphenyle eine Brücke aus zwei Wasseratomen (Wasserdraht), der die Rotationsfreiheit der Benzolringe gegeneinander beeinträchtigt. Das sind Hinweise auf die Rolle von Wasser bei der Regulierung von komplexen biologischen Prozessen.
2023 wurde Schnell mit dem Helene-Lange-Preis ausgezeichnet. 2015 erhielt sie den Chemie-Preis der Akademie der Wissenschaften zu Göttingen für bahnbrechende neue Methoden zur Untersuchung von Rotationsspektren zustandsselektierter Moleküle unter extrem kalten Bedingungen (Laudatio). 2006 bis 2011 war sie Mitglied der Jungen Akademie. Seit 2022 ist sie Ordentliches Mitglied der Niedersächsischen Akademie der Wissenschaften zu Göttingen.
Schnell erhielt einen ERC Starting Grant für ihr Projekt Astrorot.

## Schriften (Auswahl)
- mit F. J. Lovas, R. J. McMahon, J.-U. Grabow,  J. Mack, L. T. Scott, R. L. Kuczkowski: Interstellar Chemistry:  A Strategy for Detecting Polycyclic Aromatic Hydrocarbons in Space, Journal of the American Chemical Society, Band 127, 2005, S. 4345–4349.
- mit J.-U. Grabow: Multidimensional Large-Amplitude Motion: Revealing Concurrent Tunneling Pathways in Molecules with Several Internal Rotors, Angewandte Chemie International Edition, Band 45, 2006, S. 3465–3470.
- mit G. Meijer: Kalte Moleküle: Herstellung, Anwendungen und Herausforderungen, Angewandte Chemie, Band 121, 2009, S. 6124–6147
- mit M. Kirste, B. Sartakov, G. Meijer: Nonadiabatic transitions in electrostatically trapped ammonia molecules, Physical Review A, Band 79, 2009, S. 051401(R) (Rapid Communication).
- mit H. Odashima, S. Merz, K. Enomoto, G. Meijer: Microwave Lens for Polar Molecules, Physical Review Letters, Band 104, 2010, S. 253001.
- mit S. Merz, N. Vanhaecke, W. Jäger, G. Meijer: Decelerating molecules with microwave fields, Physical Review A, Band 85, 2012, S. 063411.
- mit U. Erlekam, P.R. Bunker, G. v. Helden, J.-U. Grabow, G. Meijer, A. van der Avoird: Structure of the Benzene Dimer—Governed by Dynamics, Angewandte Chemie International Edition, Band 52, 2013, S. 5180–5183
- mit D. Patterson,  J.M. Doyle: Enantiomer-specific detection of chiral molecules via microwave spectroscopy, Nature, Band 497, 2013, S.  475–477.
- mit  J.-U. Grabow, G. v. Helden, U. Erlekam, P.R. Bunker, G. Meijer, A. van der Avoird: Unraveling the internal dynamics of the benzene dimer: a combined theoretical and microwave spectroscopy study, Physical Chemistry Chemical Physics, Band 15, 2013, S. 10207–10223.
- mit C. Medcraft, R. Wolf: High-Resolution Spectroscopy of the Chiral Metal Complex [CpRe(CH3)(CO)(NO)]: A Potential Candidate for Probing Parity Violation, Angewandte Chemie International Edition, Band 53, 2014, S. 11656–11659.
- mit Benjamin Arenas u. a.: Segmented chirped-pulse millimeter-wave spectrometry for Astrochemistry,	71st International Symposium on Molecular Spectroscopy, University of Illinois at Urbana-Champaign, Juni 2016
- mit Christobal Perez u. a.: Coherent Enantiomer-selective population enrichment using tailored microwave fields, Angewandte Chemie, Band 129, 2017, S. 12686, PMID 28672055